# Sonja Blomdahl

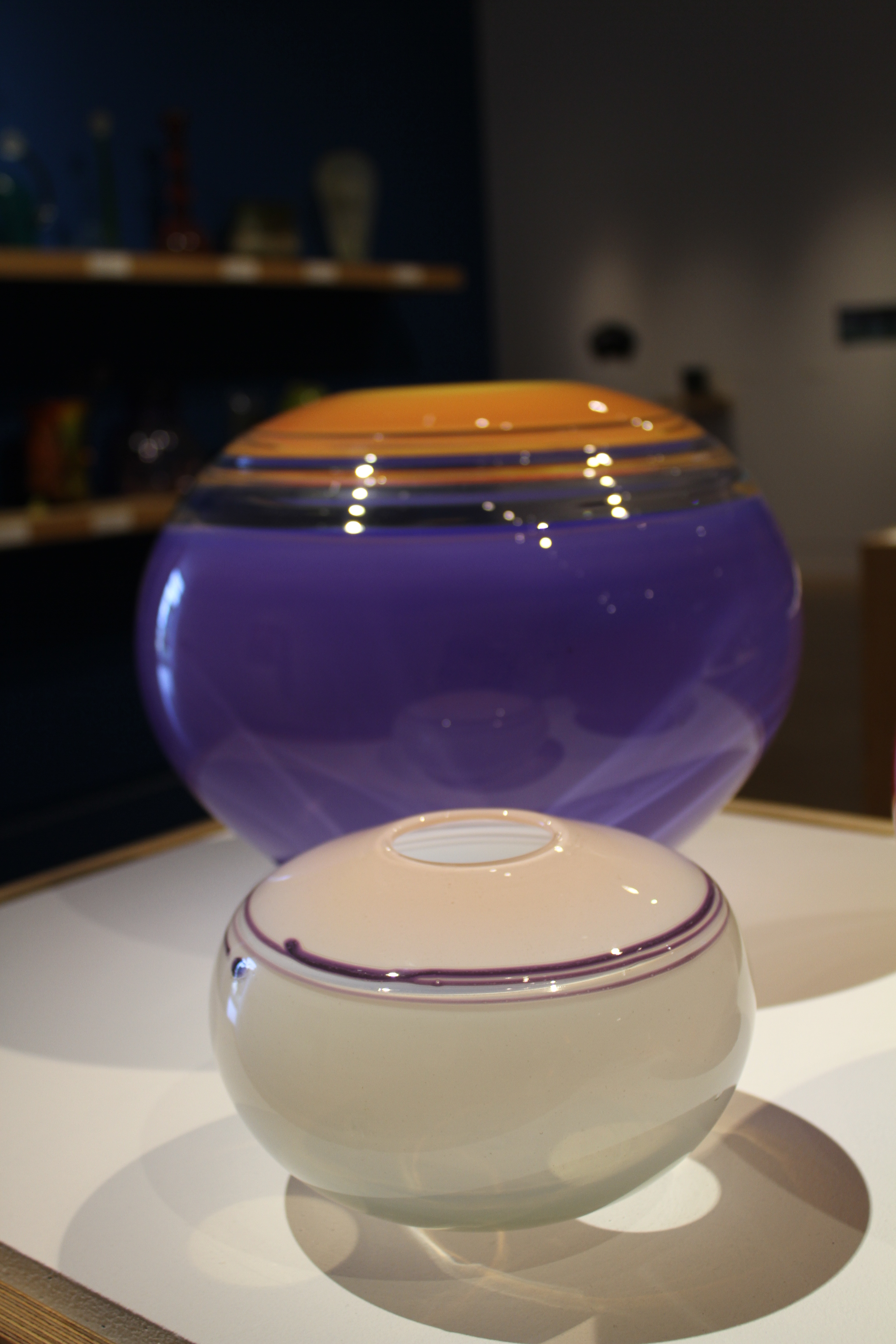
Vaser av Sonja Blomdahl på The Tacoma Art Museum.

Sonja Blomdahl, född 8 september 1952 i Waltham, Massachusetts är en amerikansk glasblåsare och glaskonstnär.
Hon avlade Bachelor of Fine Arts i keramik från Massachusetts College of Art 1974, och 1976 tillbringade hon sex månader med studier vid Orrefors glasbruk, och hennes arbeten förknippas ibland med skandinavisk design. 
Den venetianske glasmästaren Checco Ongaro lärde Blomdahl metoden att blåsa dubbelbubblor (incalmo), som hennes arbeten är välkända för.
År 1978 tjänstgjorde Blomdahl som lärarassistent vid Pilchuck Glass School.
Sonja Blomdahls första separatutställning var på Traver Sutton Gallery i Seattle 1981. Sonja Blomdahl hade egen glashytta i Seattle 1983–2009.
Sedan slutet av 2000-talet har hon gått bortom de symmetriska glaskärl hon är känd för, och arbetat allt mer med arkitektoniska former.